# گوهر و گوهرسنگ
گوهر(به انگلیسی: gem) سنگ قیمتی برش‌داده‌شده و پرداخته‌ای است که به دلیل زیبایی و استحکام و کمیابی و اندازهٔ مناسب برای استفاده در جواهرسازی ارزشمند باشد.

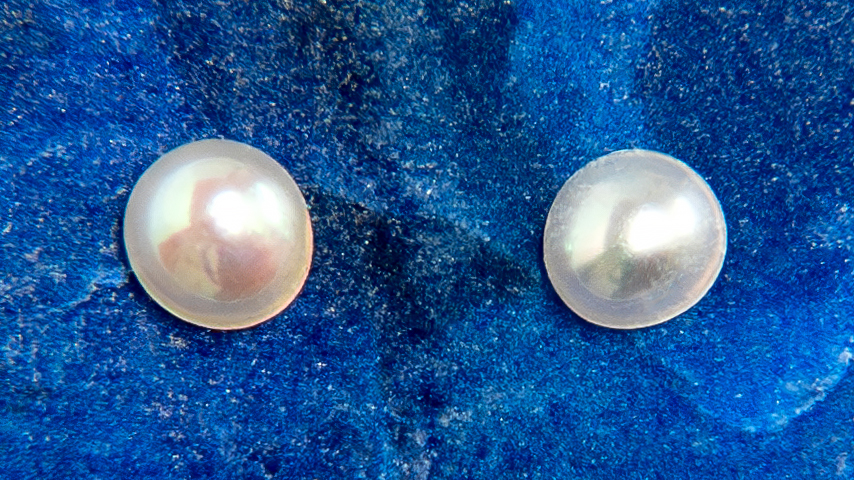
گوهر مروارید

گوهرسنگ(به انگلیسی: gemstone) نمونهٔ کانی‌ای است که رنگ و کیفیت درونی عالی داشته باشد و بتوان به دلیل زیبایی و مقاومت کافی از آن برای مصارف زینتی استفاده کرد.

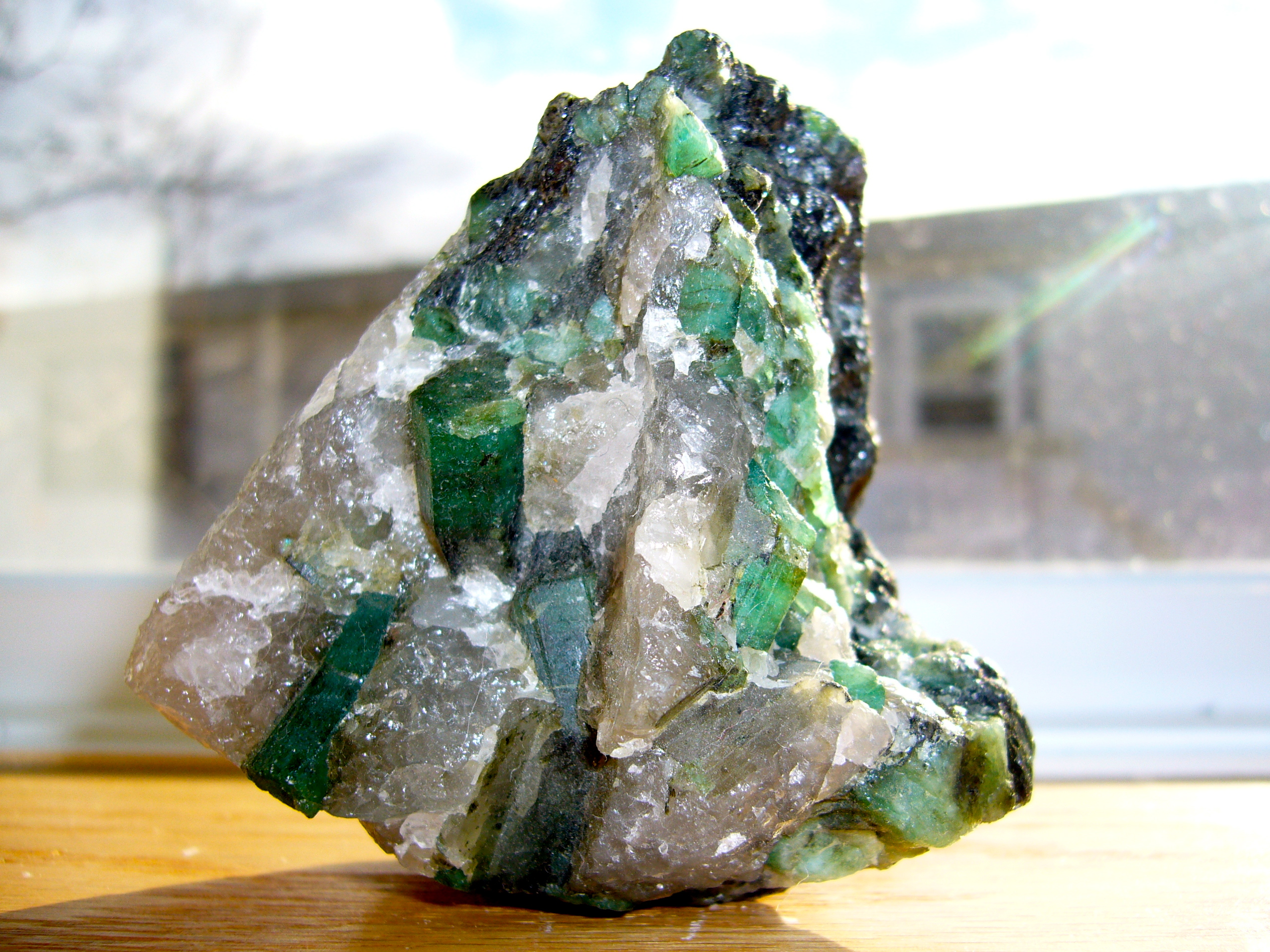
گوهرسنگ زمرد

## گوهرسنگ‌ها در گذر تاریخ
استفاده از زیورها و سنگ‌های گران‌بها به اندازه تاریخ پیدایش بشر قدمت دارد و دارای پیشینه‌ای هفت هزار ساله می‌باشد. در زمان‌های دیرین و بسیار پیش از آنکه بشر وسائلی آماده کند یا مهارتی به دست آورد که بتواند سنگ‌های سخت را تراش داده یا بر روی آن چیزی حک کند، سنگ‌های رنگین و گرانمایه افزون بر ارزش مادی، بیشتر جنبه سحر و جادو داشتند و به عنوان طلسم برای دارندگانشان استفاده شده و به علت برخی باورها و اندیشه‌های رازورانه که نسبت به تأثیرات نهفته گوهرسنگ‌ها وجود داشت، آن‌ها را ستوده و به کار می‌بردند.

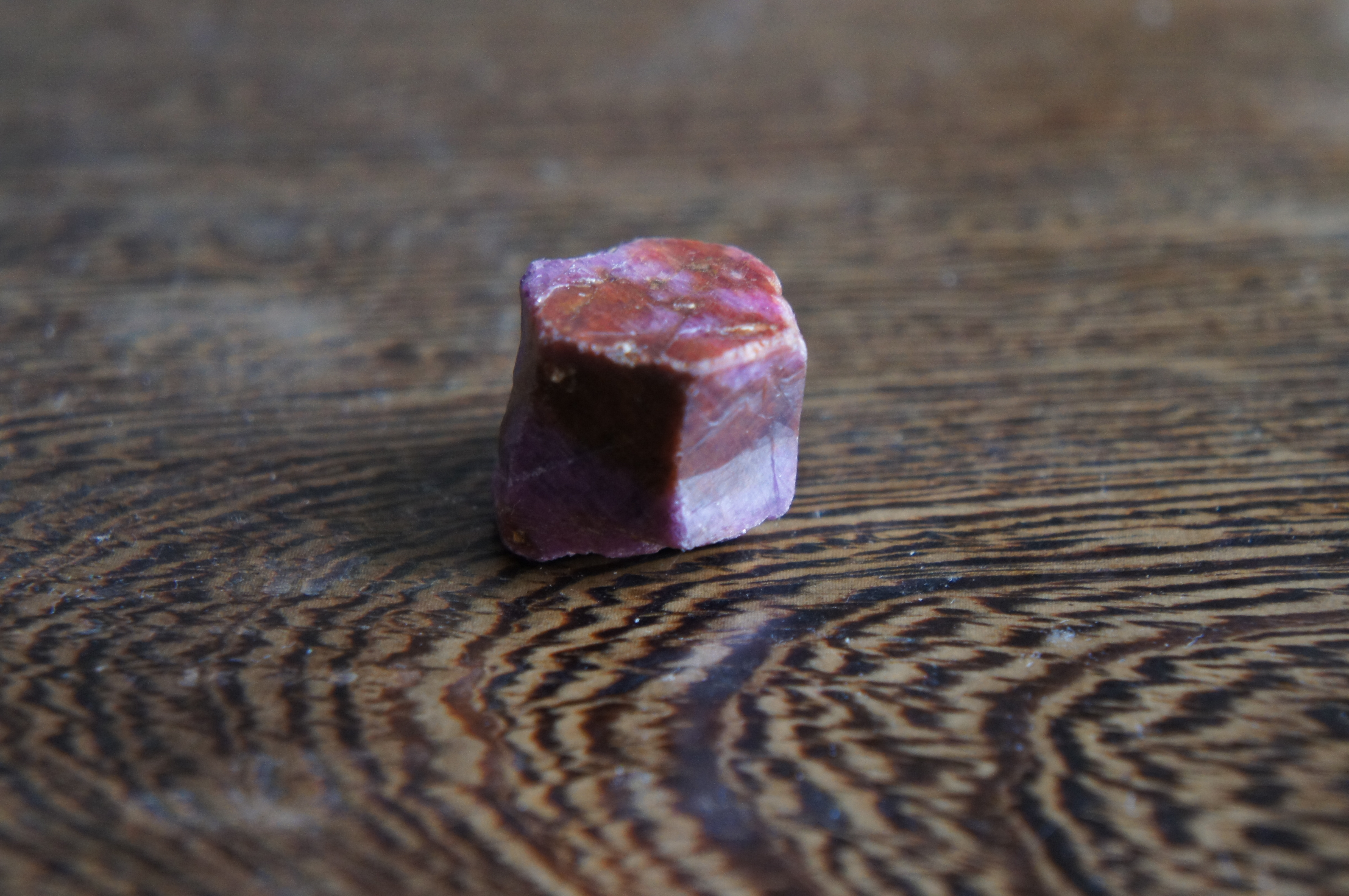
گوهرسنگ یاقوت

باور بر این بود که دارندگان طلسم می‌توانند شیاطین، بیماری‌ها و دیگر رویدادهای ناخوشایند را از خود دور کرده و فرشتگان آنها را حمایت کرده و از تندرستی و خوشبختی برخوردار خواهند ساخت. از جمله این باورها این بود که عقیق انسان را در برابر گزیدن رتیل و برق زدگی نگه می‌دارد، یشم سبز می‌توانست باران بباراند و هر کس سنگ لاجوردی با خود داشت از حمله و نیش مار و افعی مصون می‌ماند.
تا آغاز قرن نوزدهم همچنان باور بر این بود که سنگ‌های قیمتی در شفای بیماری‌ها و ناراحتی‌های جسمی کارساز هستند. گاهی وجود نگین یا تکه‌ای از سنگ گوهر در اتاق یا نزدیک بیمار برای القا باور شفا به بیمار کافی بود و گاه برای برطرف کردن درد بیمار، آن را بر روی موضع مورد نظر می‌گذاشتند و برای اطمینان بیشتر، نگین یا تکه سنگ جواهر را پودر کرده و به بیمار می‌خوراندند.
اطلاعات لازم برای شناسایی اینکه هر جواهر کدام بیماری را معالجه می‌کند در کتاب‌های آن زمان وجود دارد. این‌گونه به نظر می‌رسد که بهبود برخی بیماری‌ها نتیجه مستقیم خوراندن پودر گوهرسنگ‌ها نبوده و دلیل اصلی آن شاید تأثیر پلاسیبو یا تلقین این باور به شخص بیمار بوده‌است. اغلب در صورتی که بیمار شفا پیدا نمی‌کرد دلیل آن را ارزش کم یا نامرغوب بودن پودر جواهر به کار برده شده می‌پنداشتند.

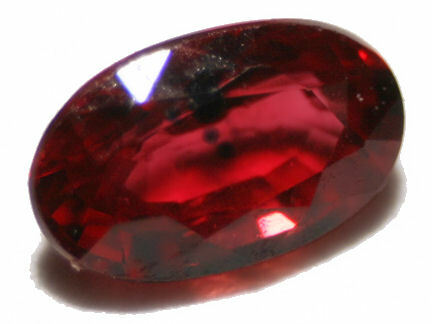
گوهر یاقوت

امروزه حتی در کشور پیشرفته ژاپن نوعی از این‌گونه درمان‌های سنتی وجود دارد که از قرص‌های کلسیم متشکل از مروارید پودر شده تحت عنوان داروی پزشکی تجویز و استفاده می‌گردد.
در نتیجه باور انسان‌ها به رابطه فراطبیعی بین گوهرسنگ‌ها و جهان ناشناخته گاه آن‌ها را با برخی اجرام آسمانی و صور فلکی مرتبط دانسته و به عنوان مثال هر گوهرسنگی را به یک ستاره از مجموعه ستارگان زودیاک نسبت می‌دادند یا متناسب با هر ماه، جواهری به‌خصوص را تعیین کرده بودند.
زادروز هر انسان را با جواهر ویژه آن ستاره از مجموعه ستارگان مشخص می‌کردند و باور بر این بود که شخص متولد شده به وسیلهٔ نگین جواهری ویژه آن ستاره پشتیبانی می‌شود. انواع نگین‌های جواهر حتی برای آفتاب، ماه و دیگر کرات در نظر گرفته شده بود. به تازگی در برخی از کشورها گونه‌ای از سنگ‌های گران‌بها را که در معادن استخراج می‌شوند به عنوان نماد کشور خود برگزیده‌اند. در این راستا شایان ذکر است که از دیر باز اماکن مقدس، کلیساها و پوشاک ویژه برگزاری آیین مذهبی توسط پاپ و اسقف‌ها نیز با سنگ‌های گران‌بها آذین می‌شده‌اند.
سرانجام تحت تأثیر ساختمان پیچیده اجتماعات بشری و عوامل فردی و روانی و اجتماعی و حس رقابت و باور به جنبه‌های جادویی و پزشکی زیورها و گوهرها و مهره‌ها، به کار بردن زیور آلاتی چون گوشواره‌ها و خلخال‌ها که با نگین‌ها و سنگ‌های قیمتی گران‌بها و نیمه قیمتی آراسته می‌گردیدند شدت و اهمیت فراوانی پیدا نمود و با تبادل کالا و بازرگانی رواج و گسترش جهانی یافت چنان‌که رفته رفته بکار گرفتن این دست اشیا تجملی و زینتی جزو عادات و آیین عمومی جوامع بشری شده‌است.
به هرحال امروزه جواهرات بیش از آنکه به عنوان نماد ماه‌ها یا کشورها یا برای آراسته‌سازی مطرح باشند به عنوان پشتوانه مالی و سرمایه‌گذاری دراز مدت محسوب می‌شوند. جواهرات در حقیقت سرمایه‌هایی هستند که علیرغم اندازه کوچکشان توانسته‌اند بیش از دیگر گونه‌های سرمایه‌گذاری، طی چند دهه اخیر، تورم و کاهش ارزش نقدینگی‌ها را تاب آورند. امروزه بخش‌هایی از گوهرشناسی جنبه علمی به خود گرفته و گوهر تراشی و ساختن زیورهای گوناگون نیز جزو رشته‌های هنری به‌شمار می‌رود.

## تاریخچه طلا و جواهر در ایران
با اندیشه در روند تکاملی تمدن‌ها، در می‌یابیم که انسان‌ها در دوره‌های گوناگون، همواره متناسب با سطح فرهنگ خود؛ به دنبال زیبایی و تزیینات بوده و برای ساخت این تزیینات، از طبیعت و محیط پیرامون، بهره گرفته‌اند. در طی سده‌ها از فرهنگی به فرهنگ دیگر، مواد کمیاب و زیبا مانند: صدف، استخوان، سنگ ریزه، عاج، پنجهٔ حیوانات، چوب، سنگ، مروارید، مرجان و مینا، مواد گران‌بها نامیده می‌شدند. از این مواد، متناسب با طبیعت جای زندگی و فرهنگ، در تزیینات بهره گرفته می‌شد. در این میان، ایران همواره سردمدار فرهنگ و تمدن بوده و در طراحی و به‌کارگیری جواهرات، سنت‌های ویژه خود را به کار برده‌است. گوهرسنگ‌ها در ایران پیشینه‌ای کهن و پر فراز و نشیبی دارند. در ایران باستان، جواهرات افزون بر زیبایی، برای رفع بلا و طلسم خدایان بد سرشت به کار گرفته می‌شدند و همچنین جواهرات، نشان دهنده جایگاه اجتماعی شخص و اصالت خانوادگی ایشان نیز بود.
در ایران برای ساخت گوهرها، از زر، نقره، برنز و انواع سنگ‌های رنگی استفاده می‌شده‌است و از آن جا که ایرانیان اهمیت فراوانی به تجمل و آراستگی می‌دادند، جواهرات را برای آراستگی پوشاک، آرایش مو و ساخت ظروف به کار می‌برند و از این دید، ایرانیان در هر دوره تاریخی، دارای شیوه و نقش و نگارهای ویژه‌ای شدند. سرانجام از سده نوزدهم، با نفوذ فرهنگ اروپائی، بسیاری از شگردها و سبک‌های ایرانی کمرنگ و کمرنگ‌تر شدند، اما ایران، همچنان فرهنگ سرشار خود را در دل اقوام و قبایل خود نگه داشته و بدین گونه برخی الگوهای سنتی در میان قبایل، از جمله اقوام کرد ماندگار شد هرچند که امروزه از طرح‌های غربی استقبال بیشتری می‌شود. نفوذ فرهنگ غرب دامن گیر صنعت گوهرسازی نیز شده و رو به گسترش است به گونه‌ای که بسیاری از طرح‌های ایرانی، در این صنعت رو به فراموشی رفته‌است. اکنون زمان آن فرا رسیده‌است که با بازنگری در طرح‌ها و فرهنگ سازی، از پیشرفت این روند نزولی جلوگیری شود و آفرینش شیوه‌ای ویژه را جایگزین تقلید از سبک‌های غربی نموده، فرهنگ ایرانی را از فراموش شدن بازداریم. در این‌جا برای آشنایی با فرهنگ سنتی، کهن و اصیل ایرانیان در ساخت زر و جواهر و روند تکامل این صنعت در کشورمان از باستان تا کنون، به بررسی کوتاه تاریخچه جواهرات در ایران می‌پردازیم.

## ایران پیش از اسلام
هزاره دوم پیش از میلاد: ساکنان فلات ایران، در سال‌های ۳۰۰ تا ۱۳۰۰ پیش از میلاد، زیور آلات مسی و نیز رشته‌هایی از مهره‌های رنگارنگ به کار می‌بردند.
در نیمه نخست این هزاره، جواهراتی به صورت گردنبند و دست بند، با دانه‌هایی مانند دانه‌های خربزه و جداکننده‌های میان تهی طلایی ساخته شدند که هم مردان و هم زنان آن‌ها را به کار می‌برند. در شوشی نیز هنرمندان همان شگرد و طراحی را برای ساختن جواهرات به کار می‌گرفتند و در شهر سوخته، واقع در استان سیستان و بلوچستان جواهرات به دست صنعتگران بومی ساخته می‌شد.
هزاره اول پیش از میلاد: آمیختن گروه‌های قومی و گروه‌های تازه‌واردی که به دلیل برانداخته شدن سلسله پادشاهان در میان رودان (بین نهرین) به ایران آمده بودند و از شمال، آداب و سنت‌های غنی را ایجاد کردند، این سنت‌های هنرمندانه، در کند و کاوی‌های باستان‌شناسی کشف شده‌است. برای نمونه، در استان آذربایجان، استخوان‌های دختری مربوط به سال‌های ۸۰۰ تا ۱۰۰۰ میلادی کشف شد که با دیسک‌ها، پیشانی بند، دست بند، انگشتر، خلخال و رشته‌ای از هفت مهره برنزی، تزیین شده بود.
در این هزاره، در استان لرستان، گروهی از برنز کاران زندگی می‌کردند که سنجاق‌ها و زیور آلات دینی و تزیینی؛ همراه با نقش و نگارهایی از توتم ،(مانند خنجر، شمشیر و ابزار آلات جنگی) می‌ساختند. برای زدن طرح‌های افسانه‌ای (اژدها و دیوها)، و همچنین برای ساخت دیسک و تیر دان، رویه‌های فلزی را چکش کاری می‌کردند.
هخامنشیان: در زمان هخامنشیان، کار با زر و هنر گوهر سازی، دست‌آورد هماهنگی سنت‌های گوناگون، به روشی بسیار چیره دستانه بود.
شماری از اشیای الگو داده شده مربوط به این دوره، شامل بازوبند، پلاک، شمسه، دست بند، انگشتر، دکمه، مهره، گردنبند، سنگ‌های گران‌بها و … است.
پارتیان: پارتیان به آرایش و درخشان‌سازی اشیا که در شرق ایران؛ از سر زمین‌های دیگر فرا گرفته بودند، علاقه ویژه‌ای نشان می‌دادند. دیگر سرزمین‌ها نیز از روش‌های آرایشی پارتیان، پیروی می‌کردند. در زمان پارتیان، جواهرات، زیباتر و با شکوه‌تر شدند. زر و جواهرات، در اندازه‌های کوچکتر و با طرح‌هایی ساده‌تر، ساخته می‌شدند. آن‌ها انواع گوناگون آذین‌ها، آویزها، سنجاق‌های کوچک، حلقه‌ها و سنگ‌های گران‌بها را به کار می‌بردند. کمربندها و کلاه‌های آراسته شده با جواهرات، در این دوره کاربرد فراوانی داشت.
ساسانیان: در دوره ساسانیان، هنر زر و جواهر سازی، همانند سایر هنرها به شکوفایی رسید.
پیچیدگی مهر و نشان‌ها، کیفیت سکه‌ها، روکش‌های تزئینی بر روی تاج‌ها و چیره‌دستی به کار گرفته شده در نقره‌افزارهای این دوره شگفت‌انگیز است.
اعراب: پس از برچیده شدن ساسانیان، جامعه ایرانی با وجود از بین رفتن استقلال سیاسی، با شگفتی بسیار، فرهنگ سرشار خود را نگه داشت و مانند همیشه، متجاوزان، فرهنگ غنی ایرانی و آیین و رسوم آن را پذیرفتند.
به بیان دیگر، بسیاری از نقش و نگارها و طرح‌های ایرانی و شگردهای آن بازماندند. در این دوره، نقره‌افزارها با پذیرش عمومی شگفت‌انگیزی رو به رو شد، اما برخی قطعات زر، تنها توسط زنان به کار برده می‌شد و صنف زرگرها را بیشتر افرادی از دیگر آیین‌ها، مانند یهودیان تشکیل می‌دادند.
ایران پس از حمله اعراب: پس از چیره شدن اعراب بر ایران، هنر سنتی ایرانیان تحت تأثیر کانون‌های هنر اسلامی که در آن‌ها به کار بردن تصاویر ممنوع شد قرار گرفت.
در این دوره، شیوه‌هایی مانند برجسته کاری، ملیله دوزی با سنگ‌های گران‌بها و نیمه گران‌بها و مینا کاری (مینا سیاه) به کار گرفته می‌شد. در دو دهه آغازی پس از اسلام، طرح‌ها و نقش و نگارها به طرح‌های سنتی مربوط به روم شرقی و سنت‌های آرایشی دوره ساسانی، محدود شد. در سده‌های ۹تا ۱۲ الگوهای اسلامی به صورت آمیزه‌ای از طبیعت و شکل‌های هندسی، گسترش یافت. در طی سده‌های ۱۲ و ۱۳، دست بندهای ایرانیان از زر، سیم و برنز، به صورت رویه‌های فلزی ساخته می‌شدند. گوشواره‌هایی هلالی شکل از زر، و آراسته با ملیله، روبان، پیچک، جوانه و مهره‌هایی با طرح‌های گوناگون ساخته می‌شدند و گردنبندهای طلا از کنار یکدیگر قرار گرفتن مهره‌ها ساخته می‌شدند. در میان طلا و جواهرات این دوره اشیایی چارگوش یا استوانه‌ای شکل، ساخته شده از زر، نقره، برنز و سنگ‌های گران بها، که بر روی آن‌ها «نوشته» وجود دارد یافت می‌شود که از آن‌ها به عنوان حرز و طلسم استفاده می‌شده‌است. نقش و نگارهای کنده کاری شده‌ای از این زمان بازمانده که دربردارنده معانی نمادین و حتی نقش‌های عربی-اسلامی و طرح‌هایی از جانوران است. از سده چهاردهم به بعد، نسخه‌های خطی کشف شده، منابع معتبری برای آگاه‌سازی دربارهٔ جواهرات ایرانی به‌شمار می‌آیند.
تیموریان: تیمور، حامی بزرگ انواع هنرها بود. او علاقه بسیاری به سنگ‌های رنگی و روکش‌های فلزی داشت و این ویژگی او باعث شد که این نقش و نگار و شگردها برای دوره‌های دیگر (صفوی و قاجار) زنده بمانند. در زمان مغول و تیموریان، موهای آرایش شده با جواهرات برای زنان و نیم تاج‌هایی از جواهر برای مردان در میان اعیان و اشراف، پر کاربرد بوده‌است.
صفویه: مینیاتور، منبع اطلاعاتی با ارزشی در مورد جواهرات و سلیقه‌های این دوره است.
زنان و مردان صفوی، از یک مد یکسان در مورد زینت آلات پیروی می‌کردند و بیشتر ایرانیان به تزئین پوشاک و فنجان‌های مجلسی، آبخوری و کوزه‌ها با سنگ‌های گران بها؛ علاقه بسیاری نشان می‌دادند. در این دوره، جواهرات گران‌تر و ساخت آن‌ها تخصصی‌تر شد.
قاجار: جواهرات مربوط به این دوره، به شدت تحت تأثیر طرح‌ها، نقش و نگارهای غربی بودند.
یکی از ویژگی‌های جواهرات این دوره، مینا کاری تکه‌های طلا و آرایش آن‌ها با سنگ‌های رنگی است.
در سده نوزدهم، سنت‌های اصیل و بومی به دلیل نفوذ اروپاییان کمرنگ‌تر شدند، اما طرح‌های سنتی سایر اقوام از جمله قوم کرد، همچنان پا بر جا ماندند. در پایان دوره قاجار و در قرن بیستم، جواهرات، بدلی و تکراری شدند الگوهای خارجی، به گونه‌ای کپی می‌شدند که طرح‌های ایرانی، نفوذ کمی بر روی آن‌ها داشتند.
سنت‌های قبیله‌ای: در ایران، بخشی از جواهرات، توسط قبایل به کار برده می‌شد، مردمی که گستره بزرگی از الگوهای سنتی را با نفوذ پر قدرت در میان خود حفظ کرده‌اند. این الگوها غنی، زیبا و بسیار گوناگون در طرح و کارساز در زنده نگاه داشتن الگوهای باستانی بوده و هستند. زنان قبیله‌ای با سلیقه‌های گوناگون و در جایگاه‌های مختلف اجتماعی، جواهرات هلالی شکل، گلابی مانند و قلبی شکل و همچنین انواع سنجاق‌ها، سنجاق سرها و دیگر جواهرات کوچک را به کار می‌گرفتند. به عنوان مثال در کردستان جواهرات طرح‌ها و شکل‌هایی بسیار گوناگونی دارند و برخی طرح‌های نمادین نیز در میان ایشان پر کاربرد است. سنگ محبوبیت چندانی ندارد اما سکه و مهره‌ای کوچک، بسیار پر طرفدار هستند. نکته قابل توجه دربارهٔ جواهرات قبیله‌ای این است که: این جواهرات، سال‌های دراز، هویت خود را دست نخورده در برابر سلیقه‌های گوناگون و زودگذر شهری حفظ کرده‌اند، همانگونه که مردم قومی و قبیله‌ای ویژگی‌های خاص خود را در طی سده‌ها نگاه داشته‌اند.
فهرستی از گوهرها، جواهرات و سنگ‌های گران:
- الماس
- اپال
- در کوهی
- زبرجد هندی (توپاز)
- زمرد
- سنگ ماه (حجرالقمر)
- شبق (شب، شبه)
- طلای کاذب
- عقیق
- عقیق سلیمانی (سنگ باباغوری)
- فیروزه
- کهربا
- لاجورد
- لعل (نارسنگ، حجر سیلان)
- مرمر سبز (مالاکیت)
- مروارید
- یاقوت
- یاقوت کبود
- یشم

## سنگ شجر
سنگ شجر نوعی سنگ است که در اثر رشد فلزات در آن شبیه به منظره درختان یا جنگل می‌شود. معمولاً این سنگ در انگشتر به کار می‌رود. شجر سنگ نیمه‌قیمتی بوده و نیاز چندان به شناسنامه برای اثبات اعتبار ندارد.